# Estación La Negra
La Negra era una estación ferroviaria, ubicada en el Partido de Necochea, en la Provincia de Buenos Aires, Argentina.

## Servicios
Era una estación del ramal perteneciente al Ferrocarril General Roca, desde la estación Gardey hasta la estación Deferrari.
No presta servicios de pasajeros ni de cargas, encontrándose clausuradas sus vías y estaciones.